# Siegfried (Schiff, 1890)
Die Siegfried war das Typschiff der nach ihr benannten Klasse von acht Küstenpanzerschiffen der deutschen Kaiserlichen Marine. Das bis 1899 als Panzerschiff IV. Klasse eingeordnete Schiff wurde mehrfach zwischen 1890 und 1909 sowie im Ersten Weltkrieg im Küstenschutz eingesetzt.

## Bau
Das erste Schiff der Klasse war als „Neubau Panzerfahrzeug O“ in den Haushalt 1887/88 eingestellt worden. Die Germaniawerft in Kiel, die damit erstmals ein größeres Kriegsschiff baute, begann im Frühjahr 1888 mit den Arbeiten am Panzerschiff. Am 10. August 1889 stand der Neubau zum Stapellauf bereit. Er wurde dabei durch den Chef der Marinestation der Ostsee, Vizeadmiral Eduard Knorr, nach Siegfried dem Drachentöter, dem Helden mehrerer germanischer Sagen, auf den Namen Siegfried getauft. Der weitere Ausbau und die Werftprobefahrten zogen sich weitere acht Monate hin.

## Einsatz

### Friedenszeit
Die erste Indienststellung der Siegfried erfolgte am 29. April 1890. Zunächst stand die intensive Erprobung des Schiffes an. Diese wurde durch die Außerdienststellung am 3. Oktober unterbrochen. Nach der erneuten Indienststellung am 16. April 1891 wurden die Probefahrten bis Anfang Juni fortgesetzt. Am 10. Juni trat die Siegfried zum Manövergeschwader und löste in diesem Verband das Panzerschiff Württemberg ab. Bereits nach kurzer Zeit wurde sie jedoch als Wachtschiff in Wilhelmshaven eingesetzt. Am 18. März 1892 platzte das Hauptdampfrohr in der achteren Rauchkammer und etliche Besatzungsmitglieder erlitten schwere Verbrühungen, an denen fünf Mann starben. Das Schiff musste in die Werft und wurde durch die Beowulf im Manövergeschwader ersetzt. Die Reparaturen zogen sich bis Mitte Juni hin.
Ab dem 29. Juni begleitete die Siegfried Kaiser Wilhelm II. auf seiner Norwegenreise mit der Kaiseradler. Bei den von Ende August bis Ende September durchgeführten Herbstmanövern bildete die Siegfried mit dem Minenschiff Pelikan eine Aufklärungsgruppe. Nach den Manövern führte die Kaiserliche Werft Wilhelmshaven Überholungsarbeiten an der Siegfried durch, die anschließend die Kronprinz in der II. Division ablöste. Am 23. Februar 1893 wurde die Siegfried wieder außer Dienst gestellt.
Die Kaiserliche Werft Wilhelmshaven nahm in der Folge erneute Reparaturen vor. Da Versuche mit einer reinen Ölfeuerung auf Torpedobooten positiv verlaufen waren, wurden die Kessel der Siegfried entsprechend umgestellt. Sie war damit das erste größere deutsche Kriegsschiff mit reiner Ölfeuerung und blieb dies bis zur Indienststellung des Leichten Kreuzers Königsberg im Jahr 1929.

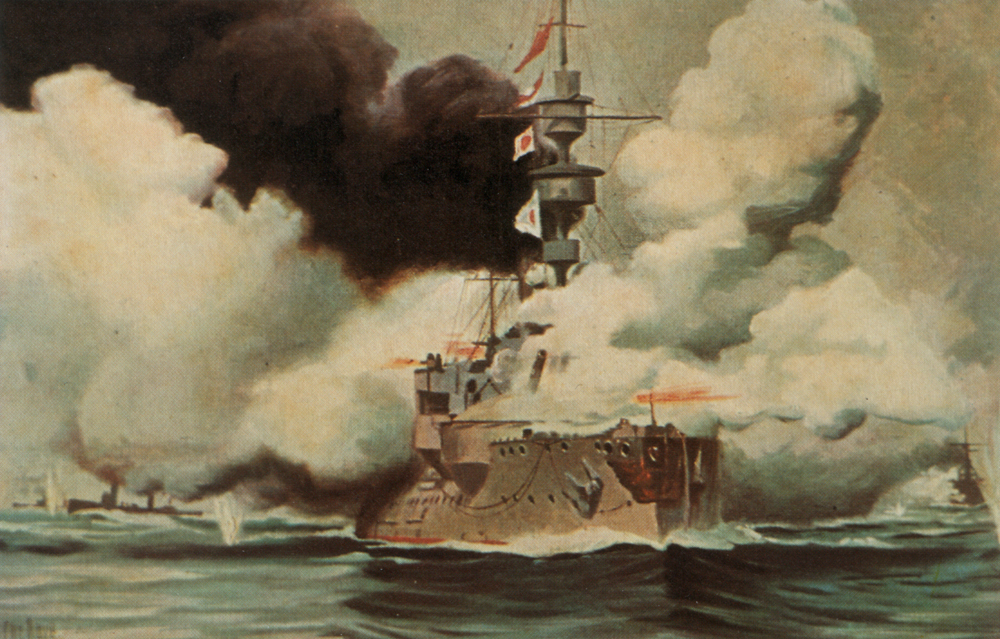
Die Siegfried auf einer Postkarte

Im Frühjahr 1895 wurde die Siegfried der Reserve-Division der Nordsee zugeteilt und kam als 2. Stammschiff am 9. Juli wieder in Dienst. Vom 1. August bis zum 24. September nahm der Verband an den Manövern der Flotte teil und lag anschließend wieder in Wilhelmshaven. Im Sommer 1896 fanden auf den Stammschiffen erstmals Kommandantenlehrgänge für Offiziere statt, die in höheren Landstellungen oder auf besonderen Posten eingesetzt waren. Daneben nahm die Siegfried an verschiedenen Übungen sowie den Herbstmanövern der Jahre 1896 und 1897 teil. Am 27. September 1897 wurde das Schiff schließlich außer Dienst gestellt. Ende des Jahres wurden die bis dahin vorhandenen Torpedoschutznetze entfernt. In den Jahren 1899, 1900 und 1901 wurde die Siegfried jeweils im Sommer zu den Flottenmanövern aktiviert. Seit Herbst 1900 gehörte sie zur Reservedivision der Ostsee und Danzig wurde ihr neuer Liegeplatz.
Im Sommer 1902 begann die Kaiserliche Werft Danzig mit dem Umbau der Siegfried, wie er auch bei den anderen Einheiten der Klasse vorgenommen wurde. Das Schiff wurde dabei zerschnitten und um eine rund 8 m lange Mittelsektion verlängert. Die Kesselanlage wurde komplett ausgetauscht und dabei die reine Ölfeuerung der Siegfried aufgegeben. Zwar hatte sich diese bewährt, verursachte aber im Vergleich mit den kohlegefeuerten Schwesterschiffen etwa die 2,5-fachen Brennstoffkosten. Das Schiff erhielt wieder eine Kohlefeuerung, behielt jedoch eine Ölzusatzfeuerung. Darüber hinaus wurden Änderungen an der Bewaffnung vorgenommen und ein zweiter Schornstein eingebaut. Der Umbau kostete rund 2,3 Mio. Mark und wurde im Herbst 1903 beendet.
Das modernisierte Schiff blieb allerdings im Reservestatus. Einzig im Jahr 1909 wurde die Siegfried nochmals in Friedenszeiten aktiviert. Das Schiff kam am 22. Juli in Dienst und gehörte während der Herbstmanöver zum vorübergehend gebildeten III. Geschwader unter dem Kommando des am 5. September zum Vizeadmiral beförderten Hugo Pohl. Im III. Geschwader, dessen Flaggschiff die Hildebrand war, waren alle Küstenpanzerschiffe zusammengefasst. Nach dem Abschluss der Manöver wurde die Siegfried am 15. September wieder außer Dienst gestellt.

### Erster Weltkrieg
Nach Ausbruch des Ersten Weltkrieges wurde die Siegfried am 12. August 1914 reaktiviert. Die Schiffe der Siegfried-Klasse wurden im VI. Geschwader unter Konteradmiral Richard Eckermann zusammengefasst und nach Einzel- und Verbandsübungen in der Ostsee ab September im Küstenschutz in der Nordsee eingesetzt. Die Siegfried diente zumeist im Vorpostendienst auf der Jade- und der Wesermündung. Nach der Auflösung des VI. Geschwaders am 31. August 1915 wurde die Siegfried Flottillenschiff der Hafenflottille der Jade und Weser. Da das Schiff völlig veraltet war und wegen des Personalmangels in der Kaiserlichen Marine wurde die Siegfried am 30. Dezember 1915 aus dem Vorpostendienst abgezogen. Am 5. Januar 1916 schied das Schiff aus der Hafenflottille aus und wurde neun Tage später in Wilhelmshaven außer Dienst gestellt.

## Verbleib
Anfangs in der Materialreserve, diente die Siegfried ab dem 1. Januar 1917 der II. Matrosen-Division als Wohnschiff. Im November wurde das Schiff nach Emden verlegt und diente dort zunächst als Reserveschiff für die Heimdall, die als Beischiff der IV. Unterseebootsflottille genutzt wurde. Vom 11. Februar 1918 bis zum Ende des Krieges war die Siegfried Beischiff der Vorpostenflottille der Ems.
Am 17. Juni 1919 wurde das Küstenpanzerschiff aus der Liste der Kriegsschiffe gestrichen. Ursprünglich vorhandene Absichten zum Umbau zu einem Hebeschiff wurden fallen gelassen und die Siegfried 1920 in Kiel abgewrackt.
Entsprechend der im zweiten Flottengesetz von 1900 festgeschriebenen Lebensdauer von 20 Jahren für Linienschiffe, zu denen in diesem Zusammenhang auch die Küstenpanzerschiffe zählten, war bereits 1909 das Großlinienschiff Helgoland als Ersatz für die Siegfried vom Stapel gelaufen.

## Kommandanten
| 29. April bis 3. Oktober 1890       | Kapitän zur See Paul Hoffmann                             |
| 16. April bis Oktober 1891          | Kapitän zur See Alfred Herz                               |
| Oktober 1891 bis März 1892          | Korvettenkapitän Louis Riedel                             |
| März 1892 bis 23. Februar 1893      | Korvettenkapitän August Gruner                            |
| Juli 1895                           | Korvettenkapitän Karl Ascher                              |
| Juli bis September 1895             | Korvettenkapitän Louis Fischer                            |
| September 1895 bis März 1896        | Kapitänleutnant Leopold Schliebner (reduzierte Besatzung) |
| April 1896                          | Korvettenkapitän Eugen Kalau vom Hofe                     |
| Mai 1896                            | Korvettenkapitän Carl Derzewski                           |
| Juni 1896                           | Korvettenkapitän August von Dassel                        |
| Juli 1896                           | Kapitänleutnant Leopold Schliebner (reduzierte Besatzung) |
| August bis September 1896           | Korvettenkapitän Eugen Kalau vom Hofe                     |
| September bis Oktober 1896          | Kapitänleutnant Leopold Schliebner (reduzierte Besatzung) |
| Oktober 1896 bis Mai 1897           | Korvettenkapitän Carl Derzewski                           |
| Mai bis Juli 1897                   | Korvettenkapitän mit Oberstleutnantsrang Alfred Brinkmann |
| Juli bis 29. September 1897         | Korvettenkapitän Carl Derzewski                           |
| 26. Juli bis 22. September 1899     | Fregattenkapitän August von Heeringen                     |
| 24. Juli bis 22. September 1900     | Fregattenkapitän Oskar Wentzel                            |
| 31. Juli bis 18. September 1901     | Korvettenkapitän Job von Witzleben                        |
| 22. Juli bis 22. September 1909     | Fregattenkapitän Maximilian Rogge                         |
| 12. August 1914 bis 14. Januar 1916 | Kapitän zur See Hans Bene                                 |